# Roze grondschijfje
Het roze grondschijfje (Roseodiscus formosus) is een schimmel in de orde Helotiales. Het leeft saprofiet en parasiteert op mossen (vooral op het gewoon purpersteeltje).

## Kenmerken
Het vruchtlichaam heeft een breedte van (1-) 1,5 tot 4 (-5) mm diameter. Het komt alleen voor of in groepen. De ascus is 8-sporig en heeft een afmeting van (89-) 100-133 (-140) × 9-11 (-12) μm. De ascosporen zijn ellipsvormig-spoelvormig tot clavaat, hyaliene, glad, dunwandig, soms enkelvoudig gesepteerd bij oude exemplaren en meten (9,5-) 12-18 (-23) × (3-) 3,5-4,2 (-5) µm.

## Verspreiding
Het komt voor in Europa en dan het meest in Nederland en Denemarken . In Nederland komt het roze grondschijfje vrij algemeen voor. Het staat op de rode lijst in de categorie 'gevoelig'.

## Foto's

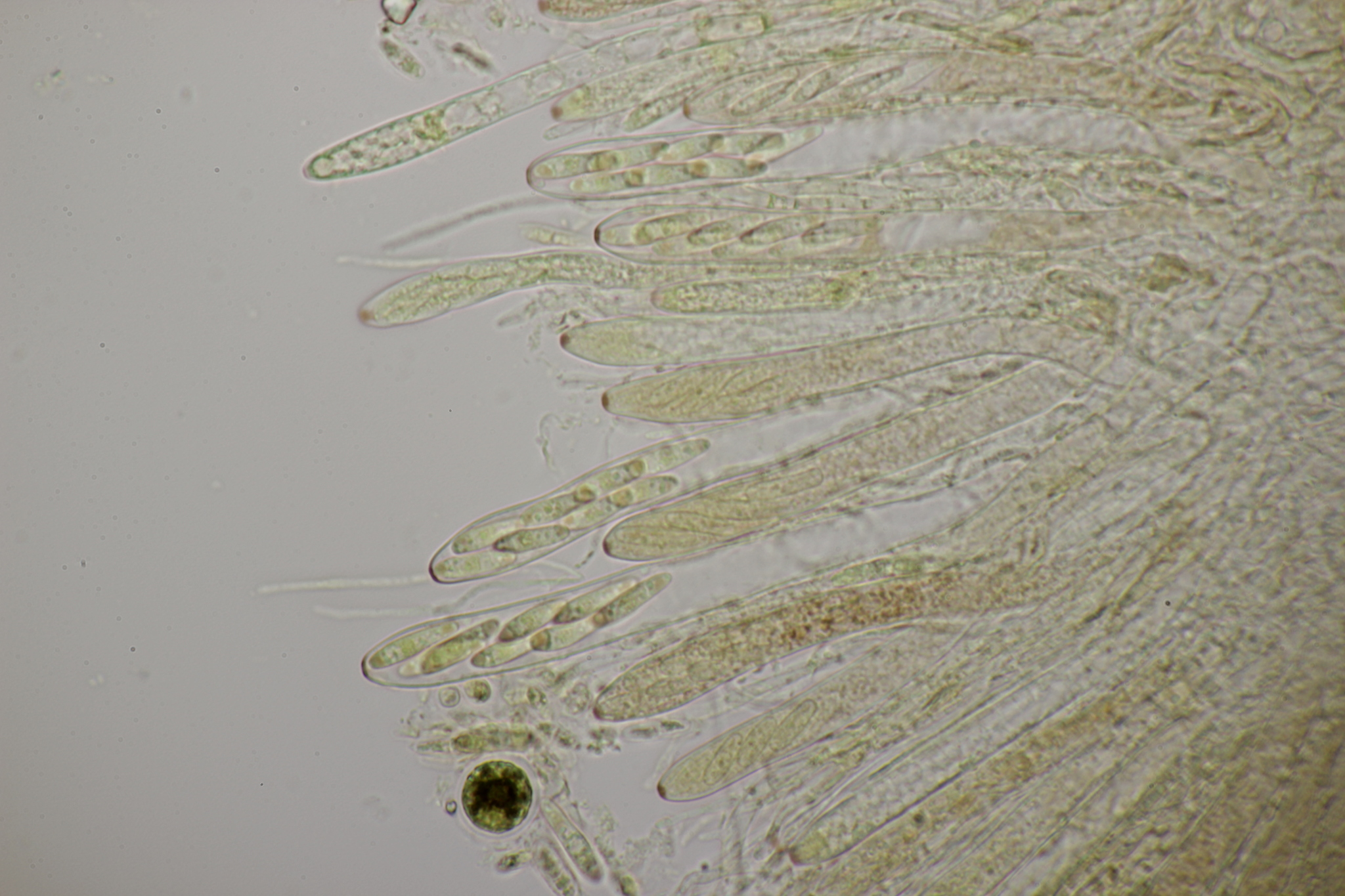
Asci met ascosporen